# Rupia cocana
La rupia fue una unidad monetaria que circuló en las islas Cocos o Keeling. Se encontraba dividida en cien centavos, esta moneda circuló desde 1977 hasta mediados de los años 1980.

## Monedas
Durante la existencia de esta divisa se han acuñado monedas para uso regular de 5, 10, 25, 50 centavos, 1, 2 y 5 rupias. Se acuñaron también monedas de 10, 25 y 150 rupias, aunque su uso fue muy escaso. En todas ellas aparece el retrato de John Clunies-Ross, gobernador de las islas en aquel entonces (1977).

### Series de uso regular
| Denominación | Emisión | Material    | Forma    |
| ------------ | ------- | ----------- | -------- |
| 5 centavos   | 1977    | Bronce      | Circular |
| 10 centavos  | 1977    | Bronce      | Circular |
| 25 centavos  | 1977    | Bronce      | Circular |
| 50 centavos  | 1977    | Bronce      | Circular |
| 1 rupia      | 1977    | Cuproníquel | Circular |
| 2 rupias     | 1977    | Cuproníquel | Circular |
| 5 rupias     | 1977    | Cuproníquel | Circular |

### Series conmemorativas
| Denominación | Emisión | Material | Forma    |
| ------------ | ------- | -------- | -------- |
| 10 rupias    | 1977    | Plata    | Circular |
| 25 rupias    | 1977    | Plata    | Circular |
| 150 rupias   | 1977    | Oro      | Circular |

## Billetes
No se ha impreso papel moneda para esta unidad monetaria. Se han empleado en su lugar los billetes del Dólar australiano.